# Municipio de Galla Rock
El municipio de Galla Rock (en inglés: Galla Rock Township) es un municipio ubicado en el condado de Yell en el estado estadounidense de Arkansas. En el año 2010 tenía una población de 321 habitantes y una densidad poblacional de 3,59 personas por km².

## Geografía
El municipio de Galla Rock se encuentra ubicado en las coordenadas 35°6′50″N 93°2′8″O / 35.11389, -93.03556. Según la Oficina del Censo de los Estados Unidos, el municipio tiene una superficie total de 89.37 km², de la cual 84,44 km² corresponden a tierra firme y (5,51 %) 4,93 km² es agua.

## Demografía
Según el censo de 2010, había 321 personas residiendo en el municipio de Galla Rock. La densidad de población era de 3,59 hab./km². De los 321 habitantes, el municipio de Galla Rock estaba compuesto por el 90,97 % blancos, el 6,54 % eran afroamericanos, el 0,93 % eran asiáticos y el 1,56 % eran de una mezcla de razas. Del total de la población el 2,8 % eran hispanos o latinos de cualquier raza.